# 지구설

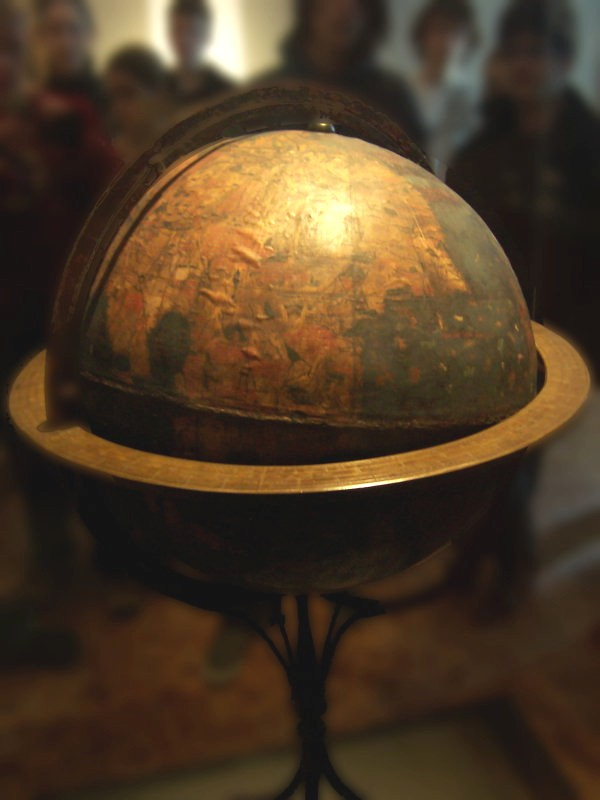
남아있는 가장 오래된 지구본 유물 에르트아펠.

지구설(地球說, spherical earth)이란 땅이 구체의 형태를 가지고 있다는 생각으로, 지평설과 반대되는 개념이다.
지구설은 기원전 5세기경 그리스 철학자들이 처음 제기했다. 기원전 3세기 헬레니즘 천문학에서는 땅이 둥글다는 것을 물리적 사실로 확립하고 지구 곡률까지 계산했다. 서양에서는 이 지식이 중세시대에 이르기까지 일찍이 정설로 자리잡았고, 페르낭 드 마갈량이스와 후안 세바스티안 엘카노의 세계일주(1519년-1522년)를 통해 실제로 증명되기에 이르렀다.

## 증거
고대 그리스의 아리스토텔레스는 월식 때 달에 비친 지구의 그림자가 둥근 것을 보고 지구가 둥글다고 생각했다. 또한 먼 바다에서 항구로 들어오는 배의 돛대의 윗부분이 먼저 보이고, 항구에 가까워지면서 배의 아랫부분이 보이는 현상, 높은 곳으로 올라갈수록 먼 곳까지 볼수 있는 점, 북쪽으로 갈수록 북극성의 고도가 높아지는 것도 지구가 둥글기 때문에 나타나는 현상이라고 하였다. 1522년에는 마젤란 일행이 세계 일주에 성공해 지구가 둥글다는 것이 확인되었다. 현재에도 지구는 둥글다는 지구설이 보편적인 상식으로 간주되고 있다.

## 같이 보기
- 지평설 (지구 평면설)